# Lightspark
Lightspark — свободный SWF-проигрыватель с открытым исходным кодом.
Поддерживает основанный на OpenGL рендеринг и основанный на LLVM запуск ActionScript. Так же поддерживает большую часть ActionScript 3.0 и имеет Mozilla-совместимый плагин. Lightspark использует OpenGL-шейдеры (GLSL).
Является свободным программным обеспечением, и распространяется на условиях лицензии LGPLv3. Lightspark совместим с H.264 Flash-видео на YouTube. Поддерживает Mozilla Firefox и Google Chrome.
Проект развивается при поддержке GNOME Foundation.
По словам разработчиков, Lightspark нацелен на возможности Flash 9-й, 10-й версии и выше.